# Vasil Shkurti
Vasil Shkurti (Chania, 27 februari 1992) is een Albanees-Griekse voetballer die als aanvaller speelt. Hij was Albanees jeugdinternational.

## Carrière
Shkurti speelde in de jeugd voor PSN Chania, AFC Ajax, Olympiakos en Lazio Roma. Na omzwervingen in Griekenland bij Panionios en Thrasyvoulos Fylis en in Portugal bij Vilaverdense FC en CD Tondela kwam hij in september 2013 terecht bij Roda JC. Hij vierde op 23 november 2013 zijn debuut voor Roda JC in de Eredivisie met een doelpunt tegen AZ. Met de club uit Kerkrade degradeerde hij op zaterdag 3 mei 2014 naar de Eerste divisie. In juni 2014 tekende hij een contract voor drie seizoenen bij Niki Volos. Die club kende financiële problemen en werd in december 2014 uit de competitie genomen. In januari 2015 tekende hij bij Asteras Tripoli. Na een korte periode bij Skoda Xanthi speelde hij in het seizoen 2016/17 op Cyprus voor Aris Limassol. In september 2017 ging hij in Albanië voor Luftëtari Gjirokastër in Albanië spelen. Vanaf januari 2019 speelt Shkurti voor KF Kukësi.